# Aya Medany
Aya Medany, née le 20 novembre 1988 au Caire, est une pentathlonienne et escrimeuse égyptienne, reconvertie en femme politique.

## Biographie
Aya Medany se distingue par sa précocité, disputant ses premiers Championnats du monde seniors à 13 ans et étant la plus jeune pentathlonienne de l'histoire à disputer des Jeux olympiques, à l'âge de 15 ans.
Quintuple championne d'Afrique de pentathlon moderne (2004, 2006, 2007, 2009 et 2011), elle prend sa retraite en 2013 avant de revenir en 2015. Elle se reconcentre sur l'escrime en 2017.
Elle est nommée membre de la Chambre des représentants en janvier 2021, pour un mandat de cinq ans,.
En juillet 2024, elle est élue en tant que membre individuel indépendant.

## Palmarès

### En pentathlon moderne
| Discipline/Année                                 | 2002 | 2003 | 2004 | 2005 | 2006 | 2007 | 2008 | 2009 | 2010 | 2011 | 2012 | 2013 | 2014 | 2015 |
| ------------------------------------------------ | ---- | ---- | ---- | ---- | ---- | ---- | ---- | ---- | ---- | ---- | ---- | ---- | ---- | ---- |
| Jeux olympiques Individuel                       | -    | -    | 28e  | -    | -    | -    | 7e   | -    | -    | -    | 16e  | -    | -    | -    |
| Championnats du monde seniors Individuel         | -    | 15e  | -    | -    | 32e  | 15e  | 2e   | 7e   | 4e   | -    | -    | -    | -    | -    |
| Championnats du monde seniors Relais par équipe  | -    | -    | -    | -    | -    | 10e  | -    | -    | -    | -    | -    | -    | -    | -    |
| Championnats du monde seniors Relais mixte       | -    | -    | -    | -    | -    | -    | -    | -    | 9e   | -    | -    | -    | -    | -    |
| Coupe du monde seniors Individuel                | -    | -    | -    | -    | -    | 1re  | -    | 7e   | 10e  | -    | -    | -    | -    | -    |
| Championnats d'Afrique seniors Individuel        | 5e   | 2e   | 1re  | 2e   | 1re  | 1re  | -    | 1re  | -    | 1re  | -    | -    | -    | 2e   |
| Championnats d'Afrique seniors Relais par équipe | 2e   | 1re  | -    | -    | -    | -    | -    | -    | -    | -    | -    | -    | -    | -    |
| Championnats d'Afrique seniors Relais mixte      | -    | -    | -    | -    | -    | -    | -    | -    | -    | -    | -    | -    | -    | 1re  |
| Jeux panarabes Individuel                        | -    | -    | -    | -    | -    | 1re  | -    | -    | -    | -    | -    | -    | -    | -    |

Pour les championnats d'Afrique open, le classement est celui réservé aux Africains.
Elle termine également 15e du classement open des Championnats d'Europe de pentathlon moderne 1999.

### En escrime
- Médaille d'or en épée individuelle aux Championnats d'Afrique d'escrime 2018
- Médaille d'or en épée par équipes aux Championnats d'Afrique d'escrime 2018